# 葡萄酒搭配

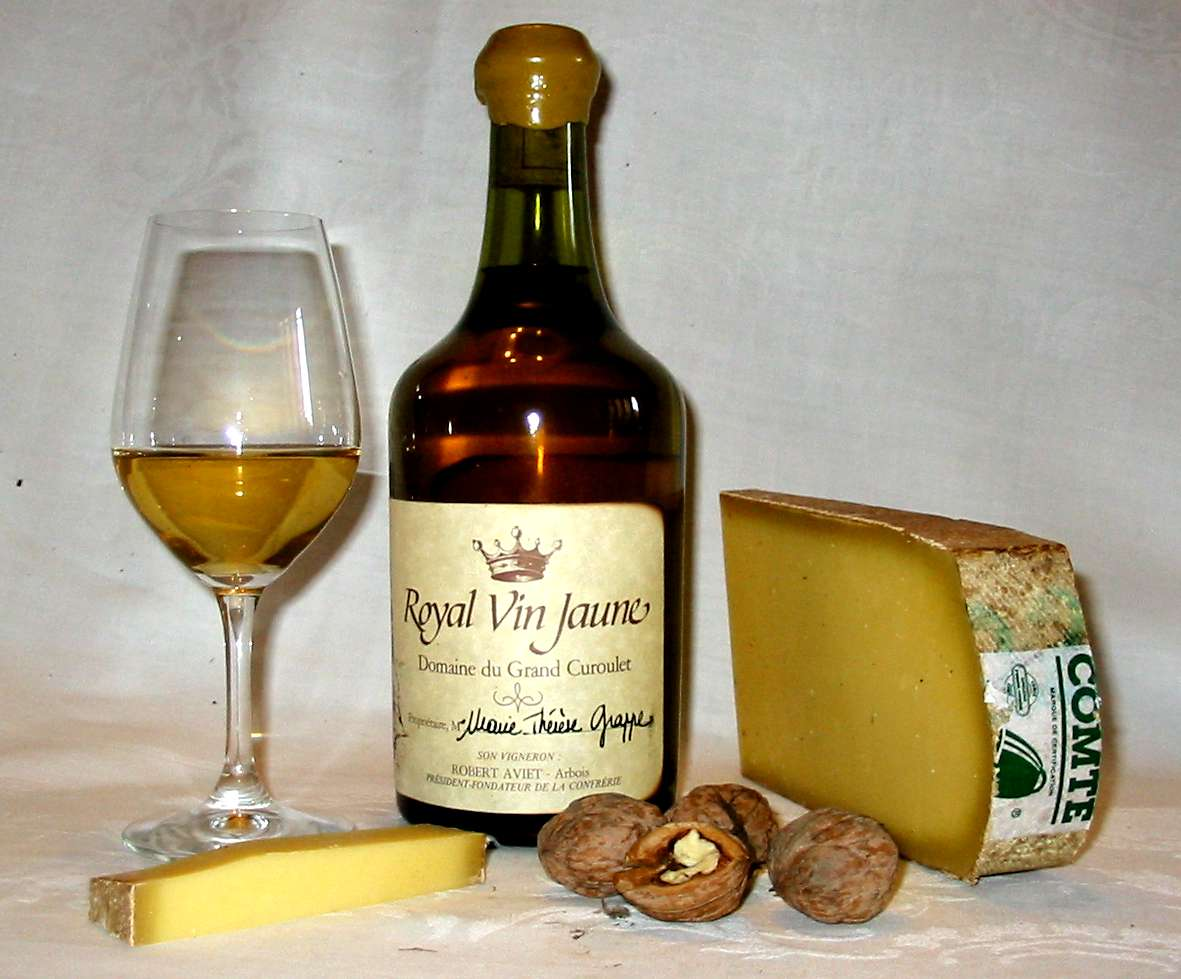
Vin jaune葡萄酒搭配核桃和考姆特芝士。

葡萄酒搭配食物是一种以特定食物和特定葡萄酒共食以增加两者风味的艺术。在很多文化中，葡萄酒是每餐必备的固定饮食，长此以往，一个地区的酿酒和烹饪紧密结合到一起。葡萄酒搭配没有固定章法，一个地区酿的酒自然搭配这个地区的食物。现代所谓“葡萄酒搭配的艺术”催生了大量书刊媒体作品，对酒和食物共食列出条条框框，这是一个相对较新的现象。在昂贵的餐馆里，侍酒師会向客人推荐搭配食物的酒。
葡萄酒搭配的基本思想是，酒和食物的特性（例如口感和味道）各有不同，有的特性可以和谐地结合起来，有的特性互相冲突。找出和谐的元素同时享用，可以让整个饮食体验更加愉快。但是，口味和快乐是很主观的东西，教条式搭配也许对一个人来说很美味，但是对另一个人来说不是那么好吃。虽然市面上有大量教授葡萄酒搭配的书籍、杂志和网站，大多数饮食搭配专家认为，葡萄酒和食物搭配的基本要素是了解某瓶酒和某种食物的“轻重感”（即酒体）。浓重刚健的葡萄酒如赤霞珠会掩盖清淡秀美的食物，如法式咸派的味道；反之，清淡葡萄酒如灰皮诺（Pinot Gris）的美味会被炖肉一类的食物掩盖。
除了酒体外，饮食味道和口感的搭配可以选择对比性强的，也可以选择互相补充的。在这一方面，葡萄酒和食物的搭配要考虑一瓶酒的甜度、酸度、酒精含量和涩度（单宁含量）。这些因素可以被同时进食的食物强化或减弱。

## 历史

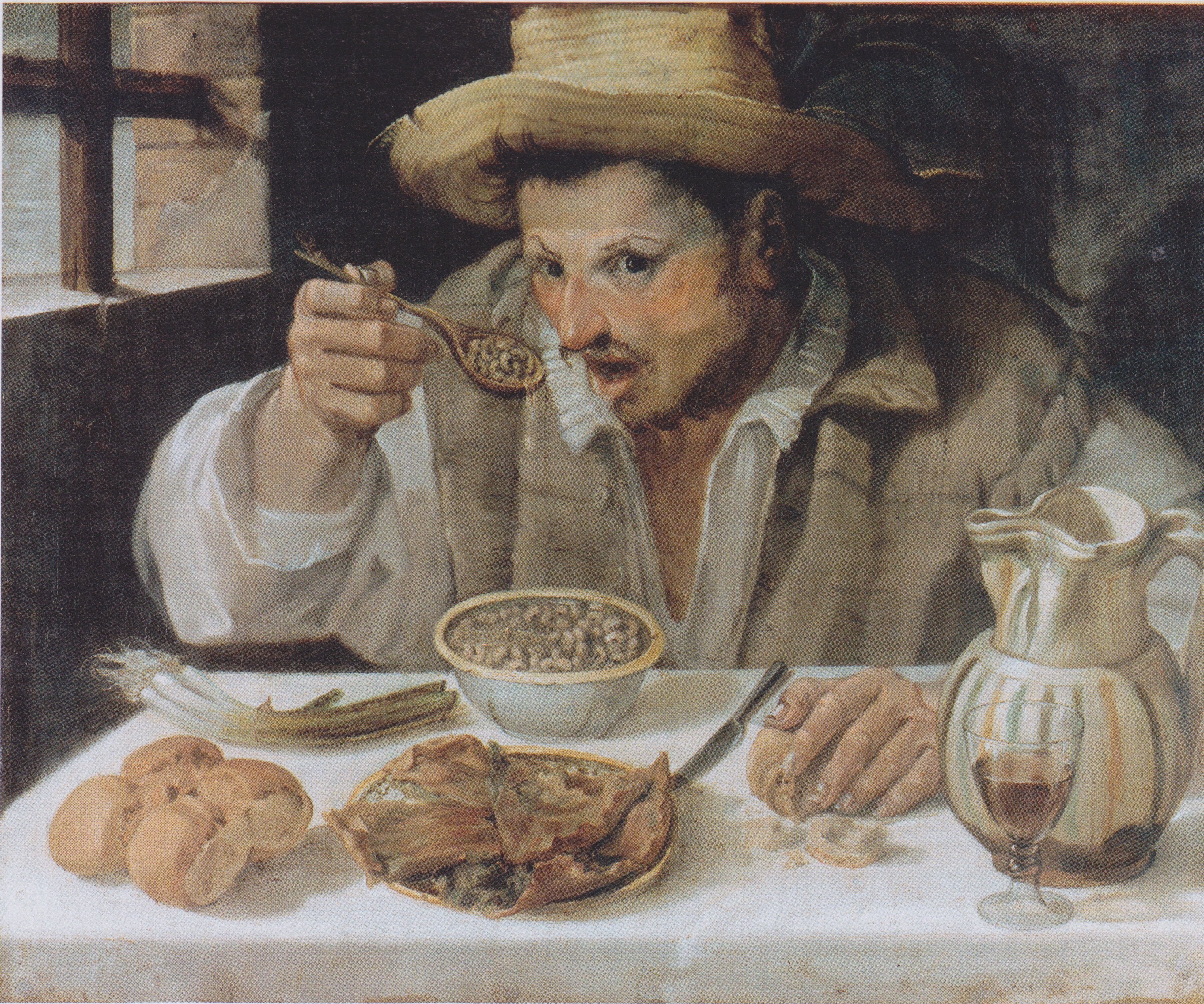
在一些文化中，葡萄酒一贯是日常饮食的一部分。一个地区的酿酒和烹饪自然地结合在一起，形成自然搭配。

葡萄酒佐餐有悠久的传统。在早期历史中，葡萄酒可以作为日常饮品，也能解决一些地方饮用水不洁的问题。没有迹象表明古代人类在搭配葡萄酒的问题上花心思，大部分人有什么喝什么。然而，随着一个地区烹饪文化发展，当地的酿酒文化也同时发展起来。今天被认为是"经典"的酒食配对，往往是数百年来同一个地区的葡萄酒和食品总是被同时享用的结果。在欧洲，很多今天著名的葡萄酒产地，古时候以羊肉为主要肉食。现在这些地方产的红酒被视为理应搭配羊肉，包括波尔多葡萄酒、希腊葡萄酒、西班牙的里奥哈酒、西班牙 Ribera del Duero地区的酒、法国罗纳葡萄酒以及普罗斯旺葡萄酒。意大利菜和当地葡萄酒之间的密切联系深深扎根在文化中。历史上，意大利人很少吃饭不喝酒，因此那里的葡萄酒微酸，很适合作为餐酒。意大利酒单喝时，常给人涩、酸、单薄无味的印象。只有搭配上口味大胆的意大利菜，这些酒才表现出优秀的特质。
近代以前，民间也流传着一些关于葡萄酒搭配的轶事。一个趣闻是，英国酒商间流传这样一句话：“带着苹果买，带着奶酪卖。”意思是，如果一瓶酒和苹果一起吃也不坏，那一定是瓶好酒（可以搭配任何食物）；而卖酒的时候要让顾客同时吃一点奶酪，那可以让所有葡萄酒尝起来更好。这条原则道出了水果和奶酪的特性。高酸甜度的水果（比如青苹果）把葡萄酒对比得很淡，反而凸显了金属味。反之，硬奶酪，比如车打，可以软化单宁，让酒的味道更浓郁，凸显果香。

另一种流传到今天的小诀窍是：“白葡萄酒配鱼，红葡萄酒配肉。”这条原则道出了酒体和食物之间的关系。肉食菜肴口味比较重，而红酒一般比白酒浓郁，在二选一的时候，红酒配红肉、白酒配白肉是简单的分类法。随着市场上葡萄酒风格多样化，这条诀窍现在不再适用。有一些白酒口感十分厚重，如用美洲橡木桶酿造的莎当妮酒，比一些柔和的红酒（如黑比诺、意大利梅洛葡萄酒）更醇厚。

### 近代史

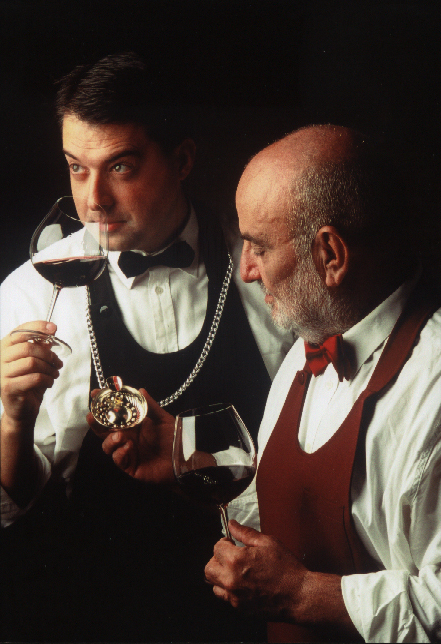
在酒店和餐馆里，侍酒师会向客人推荐适合菜肴的葡萄酒.

近年来，越来越多人对葡萄酒和食物的搭配产生兴趣，赋予这一行为全新的意义。专门阐述酒和食物完美配对法的出版物不断涌现出来。在餐饮行业中，常有一个受过专门训练的人向顾客推荐适合他们的酒品。这个新现象可以追溯到20世纪80年代的美国，新禁酒运动使人们相信，为了摄取酒精而饮酒是粗鄙的，促使酒商把葡萄酒作为饮食文化的一部分推销。酿酒师开始强调，他们的酒会让哪些菜肴更美味，甚至把搭配建议印在酒瓶商标上。美食杂志在介绍食谱的时候附上相应的葡萄酒。如果你去餐厅吃多道菜组成的正餐，有时候餐厅会为每一道菜推荐相称的葡萄酒。
今天，葡萄酒和食物搭配的细节有很多种流派，但是大部分人选酒的原则仍然是本能、心情和此时对某种酒单纯的欲望。因为口味是主观的，彼之砒霜，吾之蜜糖，主流不认同的酒食搭配仍然可能是某个人的心头好。当代葡萄酒专家马克·欧德曼说：“食品和葡萄酒的配对就像性爱或比萨饼，就算搞砸了，也是一种特色。”一个例子是结婚蛋糕配干白气泡酒。甜食和干白同吃，在欧德曼看来，等同于用指甲抓玻璃。但是切结婚蛋糕的气氛远远超越了食物的不协调感，没有人抱怨婚礼上的香槟不好喝的。现在葡萄酒搭配的专家多侧重于食物的客观物理性质，探究食物对味觉产生的影响，及其对葡萄酒某个方面的修饰效果。

## 浓淡搭配
葡萄酒和食物搭配的基本要素是平衡两者的“轻重感”（即酒体、浓淡）。食物的浓淡对比，如番茄酱意面比生菜沙拉口味重。饮料的浓淡对比，如奶油口感比牛奶浓，而普通牛奶的口感又比脱脂牛奶浓。把浓淡度不同的酒和食物放在一起，会让其中一个掩盖另一个的味道。
酒的浓淡主要由酒精含量决定，来自葡萄皮和橡木桶的单宁，以及酿酒过程中溶解的萃取物（延长浸渍和发酵时间会增加这些物质），也会影响浓淡感。例如，在外部因素的影响下，黑比诺可以很淡或者适中。同一种葡萄在温暖的气候中成长，会酿成酒精含量更高的酒。所以在加利福尼亚州制造的长相思酒（Sauvignon blanc）比在法国卢瓦尔河流域制造的同一种酒更醇厚。在温暖地区（如澳大利亚）生产、储存于橡木桶中的莎当妮酒，要比在寒冷地区（如勃艮第）生产、储存于不锈钢桶的莎当妮醇厚。
食物的浓淡可以用口味的强烈感来描述，有的食物口味精致微妙，而有的食物则强硬直率。用这一原理给食物选择葡萄酒的关键，在于确定主导风味的菜肴。有时候主导一顿饭口味的是酱汁，而不是肉或其他体积大的食物。举例来说，蒸鱼一般被当做比较清淡的菜，应该配白葡萄酒；但如果蒸鱼上浇了浓厚的奶油白汁，则最好用口感浓的白酒或比较淡的红酒来平衡。

## 味道和口感

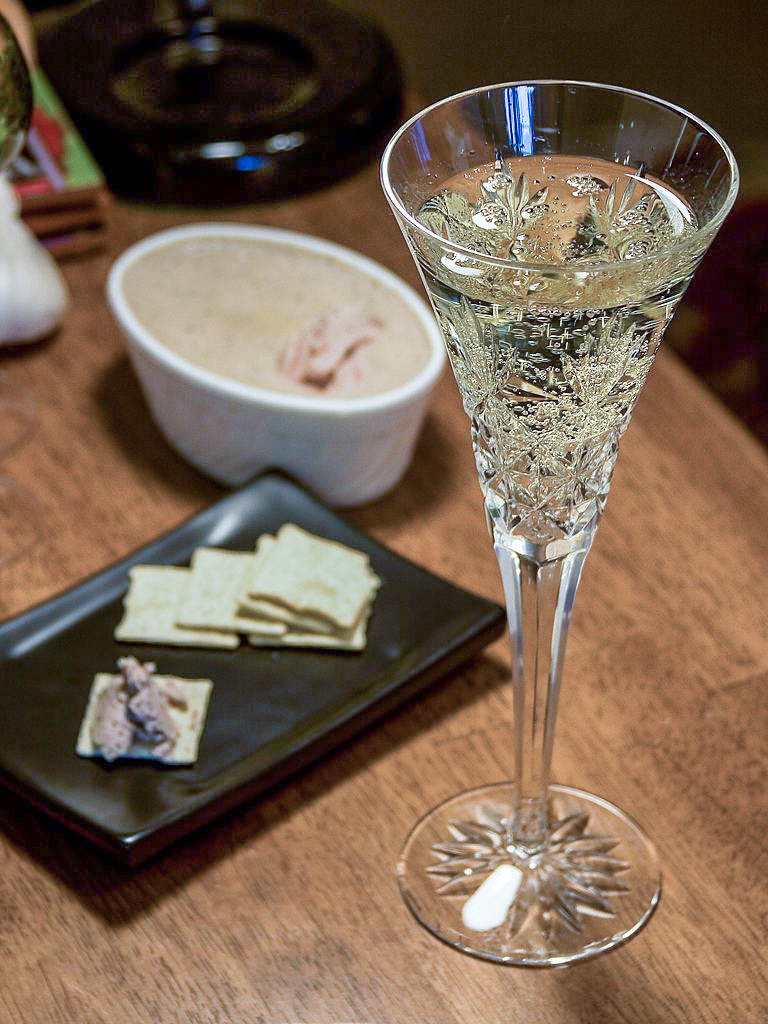
口味对比一例：微酸而活泼的气泡酒与口感丰富的鹅肝共食。

在浓淡度之后，可以再考虑搭配食物的味道和口感。有两种主要技巧：补充或对比。
第一种技巧是试图让酒和食物的味道互相融合。例如带点泥土味的勃艮第黑比诺可以搭配同样有土地气息的蘑菇类菜肴。
第二项技巧把截然不同的食物和葡萄酒放到一起，对比出双方强烈的魅力。比如把口感干脆、味道微酸的白比诺和浇了奶油柠檬酱的鱼同吃。干净清爽的白比诺穿透粘稠柔软的奶油和鱼，给人耳目一新的感觉，比搭配同样有奶油味的霞多丽给人印象更深刻。
在历史上，“互补技巧”比“对比技巧”更常用。80年代以后，随着越来越多的人探索新的食物搭配，对比技巧开始受到青睐。这一发展也体现在食物中，比如当代在美国流行起来的花生酱果冻三明治，其中强烈的咸甜对比是饮食上的新现象。
同一种食物可能既有补充也有对比。例如坚硬、带果仁味的 Hirtenkase奶酪，可以搭配有果仁味、略甜的酒。

## 酒的物理性质
虽然人们常说"口味是主观的"，但也有一些味道可以被量化，如酸、甜、咸、苦。在描述蜂蜜的甜，或者牡蛎的咸时，这些味道可以用低中高三个级别来评价。口味，比如红酒中的巧克力味、焦糖味、草莓味，则无法被量化。同一瓶酒，有的人可以尝到，有的人感受不到。这种口味的产生不仅仅依靠味蕾，也和嗅觉有很大关系。在搭配葡萄酒和食物的时候，最好依赖客观的味道因素，而不是“口味”这一类主观判断。葡萄酒有三个基本味道：苦、甜、酸。这三个味道由酒中的三种主要成分决定：单宁、残糖、酒石酸。第四种主要成分，酒精，在品酒时于喉咙后方产生一股热量，是影响酒浓淡的主要因素。在搭配食物的时候，可以考虑酒精余热对食物的影响。

### 酸度

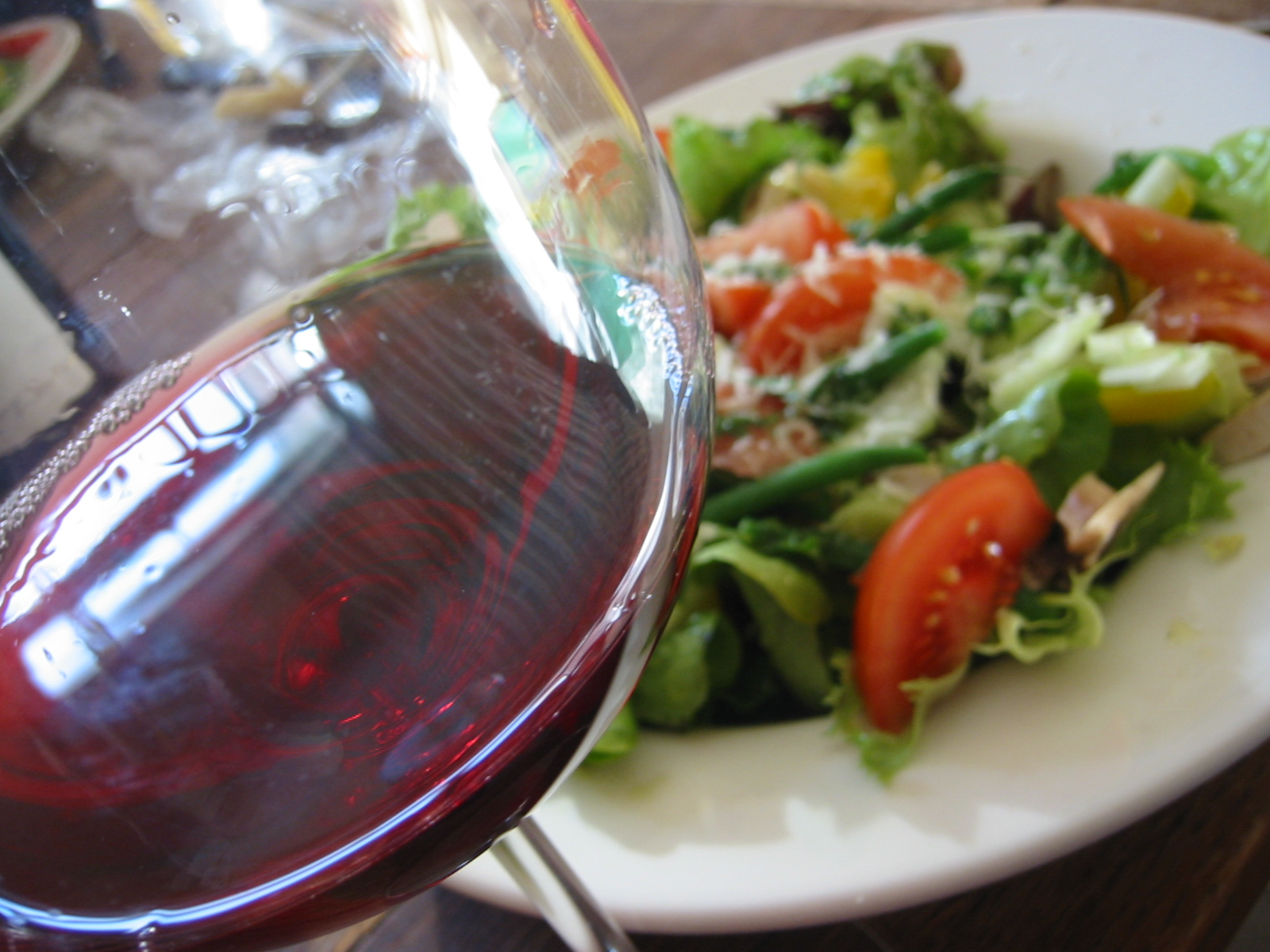
沙拉酱和西红柿的酸味可以抵消博若莱葡萄酒的尖锐的酸性，让水果口味更突出

由于酒中的酸味是一种突出和复杂的味道，在搭配食物和葡萄酒时，必须考虑酸味的作用。喝到酒时，酸味刺激唾腺产生唾液，这一反应可以刺激胃口。葡萄酒有三个主要的酸味来源：苹果酸（青苹果味）、乳酸（奶味）、酒石酸（微苦）。在享用比较油腻的食物时，酒的酸味可以抵消油腻感，或被油腻衬托地更清爽。日常烹饪时，我们也会以同样的方法使用酸味，例如在牡蛎等咸水海鲜上挤柠檬汁。
另一方面，如果菜肴比葡萄酒更酸，葡萄酒的酸味就不太明显。一瓶被认为“太酸”的酒可以被更酸的主菜衬托地比较好喝。食物和酒的酸味可以彼此抵消，让酒中的果味和食物的其他味道更突出。

### 甜度
葡萄酒的甜味由发酵后留下的残糖决定。葡萄酒可以是极干（糖分全部转化成酒精）、非干（带一点甜味）、半干（中度甜味）以及甜酒，例如含糖量很高的苏玳（Sauternes）和托卡伊（Tokaji）。
享用甜酒时，同吃的食物最好不要比酒更甜。陈年香槟和结婚蛋糕同吃时，蛋糕的甜味会让香槟显得尖酸单薄。甜酒比较适合热辣的食物，例如加了很多香料的亚洲菜肴。甜味和辣味形成对比，还可以缓和辣椒的灼热感。甜酒可以带出食物中些微的甜味，也可以和咸味形成比较。例如欧洲传统中用斯蒂爾頓芝士配甜波特酒。

### 涩度
葡萄酒的收敛感、或称涩度来自其中的单宁

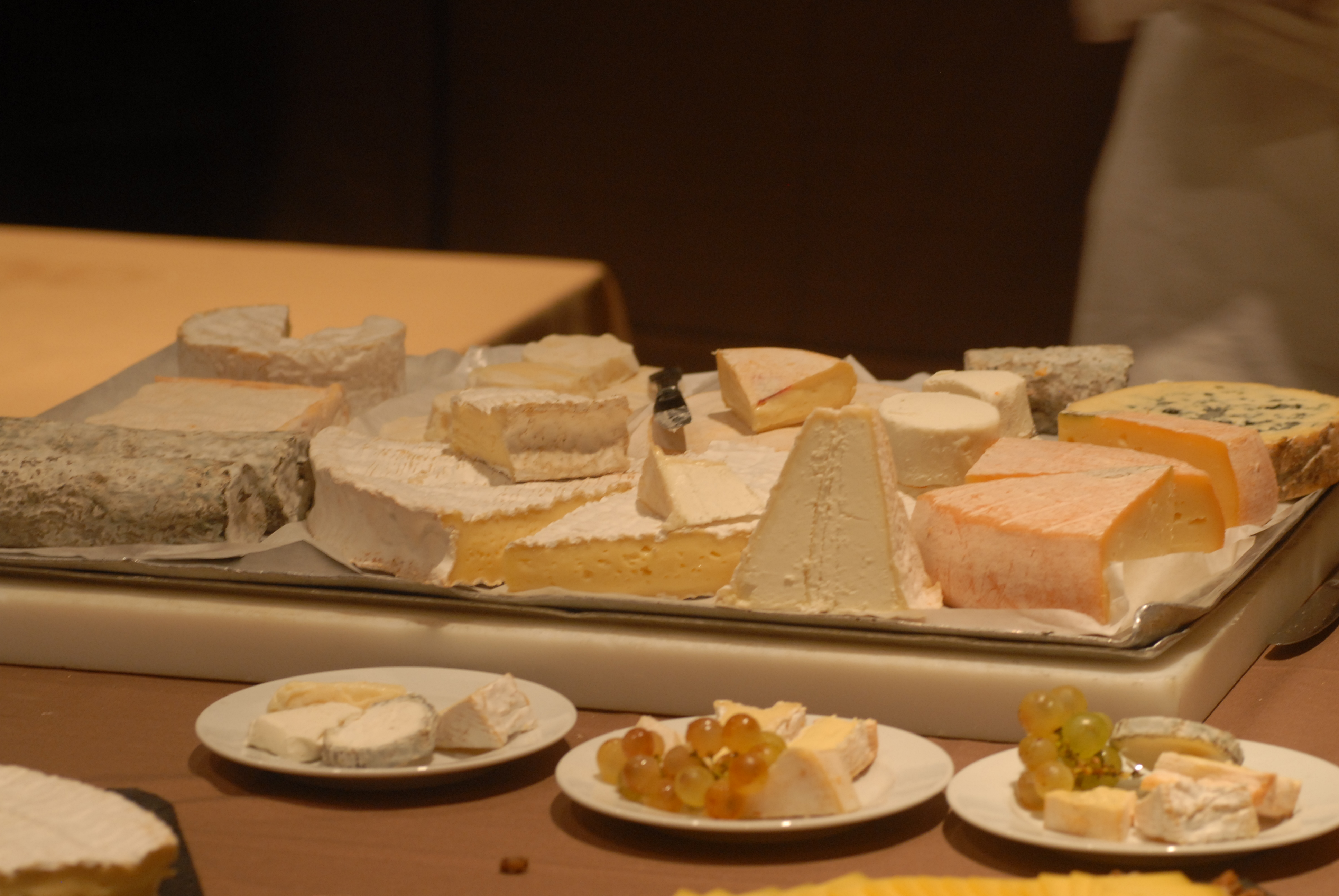
奶酪里的蛋白质和脂肪可以降低舌头对单宁的感受，使红酒的苦度降低，水果味更突出。

单宁给葡萄酒带来独有的坚韧口感，以及矿物和苦涩的味道。它可以加强一瓶酒给人的醇厚感。单宁通常来自葡萄皮、葡萄种和茎，还来自橡木桶老化过程中与酒的接触。巴罗洛（Barolo）和赤霞珠一类的葡萄酒富含单宁，其涩味可以盖过很多种食物，但是单宁可以和蛋白质产生反应。当葡萄酒和高蛋白质、高脂肪的食物（如红肉、硬奶酪）一起入口时，单宁会和蛋白质结合，形成更柔和的口味。如果葡萄酒和素菜一起吃，单宁只能与口腔和舌头上的蛋白质反应，呈现苦涩干燥的味觉。
因为单宁的特性，干红可以作为口腔清洁剂，在吃过油腻食物后，干红能清洁口腔中残留的油脂。
烧烤、铁板烧等烹饪方法可以增加一点微苦的焦味，这一元素和富含单宁的葡萄酒很和谐。鱼油、辣和甜的食物会凸显单宁的苦涩味，降低葡萄酒带来的愉悦。

### 酒精度
酒精是影响葡萄酒浓淡的主要因素。一瓶酒的酒精含量越高，就越有醇厚有力的口感。咸和辣的食物会增加酒精的辛辣味道。反之，酒精也可以放大辣菜对舌头的刺激。烈酒和辣菜同食，会给人带来强烈的刺激，喜恶程度因人而异。

## 其他搭配原则
除了上面列出的基本原则，葡萄酒和食物的搭配也可以考虑其他几个方面。一道菜肴中加入和某种酒特契合的成分，被称为“桥梁成分”。例如在喝奶油味的酒时，食物中加入熟洋葱。再如有人认为赤霞珠中有迷迭香的味道，就在同吃的菜肴中加入迷迭香。这些共有成分可以让食物和酒更搭。
再吃亚洲菜肴配红酒的时候，使用“桥梁成分”可以让选择更简单。找出一道菜的主要成分——不是肉类、海鲜、蔬菜等出挑的主菜，而是烹饪方式赋予一道菜的风味。例如烤制的食物和炒的食物风味完全不同，或者是酱料（从咖喱到糖醋酱），再或是使用的调料（姜、香菜等去腥的配料）。菜肴的风味也可以由以上所有组合而成。因为很多道菜可能同时上桌，和亚洲菜同吃的酒必须有百搭的性质。